# ریموند رولان جوزف هنو
ریموند رولان جوزف هنو (انگلیسی: Ray Henault؛ زادهٔ ۲۶ آوریل ۱۹۴۹) فرد نظامی اهل کانادا است. وی همچنین برندهٔ جوایزی همچون لژیون دونور (فرمانده) شده‌است.